# Associação de Basketball Our Team
A Associação de Basketball Our Team, também conhecida apenas como ABOT ou Our Team, é uma equipe de basquetebol da cidade de Joinville que representa Araquari no Campeonato Catarinense organizado pela FCB.

## Desempenho por temporadas
| Temporada | Nível | Estadual    | Pos. | Pós Temporada | TR  | PL | Nacional | Nacional |
| --------- | ----- | ----------- | ---- | ------------- | --- | -- | -------- | -------- |
| 2017      | 1     | Catarinense | 4º   |               | 2-6 | -  | -        | -        |
| 2018      |       |             |      |               |     |    |          |          |

## Ligações Externas
- Associação de Basketball Our Team no Facebook